# チャールズ・カイナード
チャールズ・カイナード（Charles Kynard、1933年2月20日 - 1979年7月8日）は、ミズーリ州セントルイスで生まれたアメリカのソウル・ジャズ/アシッドジャズのオルガン奏者。
カイナードは当初、ピアノを演奏していたが、後にオルガンに転向し、カンザスシティでテックス・ジョンソン（フルート、サックス）、リロイ・アンダーソン（ドラム）を含むトリオを率いた。1963年にロサンゼルスへ移住し、その後の彼のバンドはギタリストのカル・グリーンとレイ・クロフォード、ドラマーのジョニー・カークウッドをフィーチャーしていた。

## ディスコグラフィ

### リーダー・アルバム
- Where It's At! (1963年、Pacific Jazz)
- Warm Winds (1964年、World Pacific) ※with バディ・コレット
- 『プロフェッサー・ソウル』 - Professor Soul (1968年、Prestige)
- 『ソウル・ブラザーフッド』 - The Soul Brotherhood (1969年、Prestige)
- Reelin' with the Feelin' (1969年、Prestige)
- 『アフロ・ディジアック』 - Afro-Disiac (1970年、Prestige)
- 『WA-TU-WA-ZUI』 - Wa-Tu-Wa-Zui (Beautiful People) (1971年、Prestige)
- 『チャールズ・カイナード』 - Charles Kynard (1971年、Mainstream)
- 『ウォガ』 - Woga (1972年、Mainstream)
- 『ユア・ママ・ドント・ダンス』 - Your Mama Don't Dance (1973年、Mainstream)

### 参加アルバム
- ジョニー・アーモンド : 『ハリウッド・ブルース』 - Hollywood Blues (1969年、Deram)
- ポール・ジェフリー : 『ポール・ジェフリー』 - Paul Jeffrey (1974年、Mainstream)
- レス・マッキャン : 『ゴスペル・トゥルース』 - The Gospel Truth (1963年、Fontana)
- ブルー・ミッチェル : 『ザ・ラスト・タンゴ＝ブルース』 - The Last Tango = Blues (1973年、Mainstream)
- ブルー・ミッチェル : Booty (1974年、Mainstream)
- ハワード・ロバーツ : Goodies (1965年、Capitol)
- ハワード・ロバーツ : 『サムシングス・クッキン』 - Something's Cookin (1965年、Capitol)
- クリフォード・スコット : Lavender Sax (1964年、World Pacific)
- ソニー・スティット : 『マイ・マザーズ・アイズ』 - My Mother's Eyes (1963年、Pacific Jazz)
- トム・ウェイツ : 『ブルー・ヴァレンタイン』 - Blue Valentine (1978年、Asylum)